# Список переименованных населённых пунктов Ярославской области
В данном списке приведены населённые пункты, расположенные согласно современному административно-территориальному делению Ярославской области России, название которых изменялось.

## А
- Бленково → Антонцево (сельский населённый пункт)[1]

## Б
- Выдрино → Березки (сельский населённый пункт)[2]
- Мочалка → Брусничная (сельский населённый пункт)[2]

## В
- Уродово → Весенняя (сельский населённый пункт)[2]
- Саводраново → Вольная (сельский населённый пункт)[2]

## Д
- Чертищево → Дорожная (сельский населённый пункт)[2]
- Жеребятиха → Дружба (сельский населённый пункт)[2]

## З
- Калово → Зарницино (сельский населённый пункт)[2]
- Грабежево → Звонкая (сельский населённый пункт)[2]
- Душилово → Зеленый Бор (сельский населённый пункт)[2]

## К
- Огрызково → Ключевая (сельский населённый пункт)[2]
- Кобелево → Крайново (сельский населённый пункт)[2]
- Понизовкино → Красный Профинтерн[3]
- Жеребятьево → Крутогорово (сельский населённый пункт)[2]

## Л
- Потеряхино → Луговая (сельский населённый пункт)[2]
- Брюхачево → Лужки (сельский населённый пункт)[2]

## М
- Новое Чертаково → Междуречье (сельский населённый пункт)[2]
- Неумоино → Мирная (сельский населённый пункт)[4] (не подтверждается картами, деревня называется в XIX веке Неумойка[5])
- Неумойки → Мирная (сельский населённый пункт)[2]

## Н
- Иван Святой → Набережная (сельский населённый пункт)[2]
- Грешнево → Некрасово (сельский населённый пункт)[6]
- Соль Великая (1214) → Большие Соли → Некрасовское (1938)[7]
- Бордуково → Новые Липки (сельский населённый пункт)[2]

## О
- Чертищево → Озерки (сельский населённый пункт)[8]
- Огрызково → Ольховка (сельский населённый пункт)[2]
- Негодяевское → Островки (сельский населённый пункт)[2]

## П
- Погост → Перелески (сельский населённый пункт)[3]
- Пе́ртома (конец XVII века) → Пошехо́нье (1777) → Пошехонье-Володарск (1918) → Пошехонье (1992)[9]
- Ослово → Прибрежная (сельский населённый пункт)[2]
- Жупино → Пригорки (сельский населённый пункт)[2]
- Голодяево → Пригородная (сельский населённый пункт)[1]
- Сваруха-Дубасово → Придорожная (сельский населённый пункт)[2]
- Старое Чертаково → Прилесье (сельский населённый пункт)[2]
- Посёлок при Годеновском торфопредприятии  → Приозёрный (сельский населённый пункт)[10]

## Р
- Иконницы → Разлив (сельский населённый пункт)[2]
- Негодяевское → Речная (сельский населённый пункт)[2]
- Кривоногово → Родная (сельский населённый пункт)[2]
- Стобрюхово → Родники (сельский населённый пункт)[2]
- Рыба́льск, также Рыбная слобода (1137) → Дворцовая ловецкая слобода (XVI—XVII век) → Рыбно́й и Ры́бинск (1777) → Щербако́в (1946) → Рыбинск (1957) → Андро́пов (1984) → Рыбинск (1989)[11]

## С
- Бдехово → Сереброво (сельский населённый пункт)[2]
- Похмельево → Снегиревка (сельский населённый пункт)[2]

## Т
- Постылово → Тополево (сельский населённый пункт)[2]
- Рома́нов (1370, с 1777 — уездный город) + Борисогле́бская рыбацкая слободка (конец XV века, с 1777 — уездный город) → Романов-Борисоглебск (1822 — объединены) → Тута́ев (1918)[12]

## Ч
- Плешива → Чайкино (сельский населённый пункт)[2]
- Кобылино → Черемушки (сельский населённый пункт)[2]

## Источник
- Е. М. Поспелов. Имена городов: вчера и сегодня (1917—1992): Топонимический словарь. — Москва: Русские словари, 1993. — 249 с.